# RC Motorsport
RC Motorsport – włoski zespół wyścigowy, założony w 1989 roku. Obecnie zespół startuje w Formule Acceleration 1 oraz International Superstars Series, w historii startów ekipa pojawiała się jednak również na liście startowej Formuły Renault 3.5 (do 2010 roku - jego miejsce zajął I.S.R. Racing), Europejskim Pucharze Formuły Renault 2000, World Series by Renault, Formule 3 Euro Series, Euroseries 3000 oraz we  Włoskiej Formule 3.

## Starty

### Formuła Renault 3.5
| Rok  | Bolid           | Kierowcy             | Wyścigi | Wygrane | PP | NO | Pkt | M.K. | M.Z. |
| ---- | --------------- | -------------------- | ------- | ------- | -- | -- | --- | ---- | ---- |
| 2005 | Dallara-Renault | Karun Chandhok       | 5       | 0       | 0  | 0  | 0   | 29   | 14   |
| 2005 | Dallara-Renault | Matteo Pellegrino    | 6       | 0       | 0  | 0  | 0   | 31   | 14   |
| 2005 | Dallara-Renault | Giovanni Tedeschi    | 17      | 0       | 0  | 0  | 0   | 34   | 14   |
| 2006 | Dallara-Renault | Borja García         | 17      | 1       | 0  | 0  | 107 | 2    | 5    |
| 2006 | Dallara-Renault | Bruce Jouanny        | 17      | 0       | 0  | 0  | 7   | 29   | 5    |
| 2007 | Dallara-Renault | Clivio Piccione      | 17      | 0       | 2  | 1  | 42  | 15   | 6    |
| 2007 | Dallara-Renault | Marco Bonanomi       | 17      | 0       | 0  | 1  | 44  | 13   | 6    |
| 2008 | Dallara-Renault | Aleix Alcaraz        | 17      | 0       | 0  | 0  | 5   | 27   | 13   |
| 2008 | Dallara-Renault | Claudio Cantelli     | 10      | 0       | 0  | 0  | 3   | 28   | 13   |
| 2008 | Dallara-Renault | Borja García         | 5       | 0       | 0  | 0  | 5   | 24   | 13   |
| 2008 | Dallara-Renault | Duncan Tappy         | 8       | 0       | 0  | 0  | 6   | 23   | 13   |
| 2008 | Dallara-Renault | Paolo Maria Nocera   | 4       | 0       | 0  | 0  | 0   | 32   | 13   |
| 2009 | Dallara-Renault | Filip Salaquarda     | 2       | 0       | 0  | 0  | 1   | 27   | 9    |
| 2009 | Dallara-Renault | Mihai Marinescu      | 2       | 0       | 0  | 0  | 0   | 30   | 9    |
| 2009 | Dallara-Renault | Esteban Guerrieri    | 2       | 0       | 0  | 0  | 15  | 19   | 9    |
| 2009 | Dallara-Renault | Pasquale Di Sabatino | 15      | 1       | 0  | 0  | 39  | 12   | 9    |
| 2009 | Dallara-Renault | Bruno Méndez         | 2       | 0       | 0  | 0  | 0   | 39   | 9    |

### Formuła 3 Euro Series
W sezonie 2007 ekipa widniała na liście startowej jako R.C. Motorsport, a w 2008 jako R.C. Motorsport powered by Volkswagen.
| Rok  | Bolid                   | Kierowcy           | Wygrane | PP | NO | Pkt | M.K. | M.Z. |
| ---- | ----------------------- | ------------------ | ------- | -- | -- | --- | ---- | ---- |
| 2007 | Dallara F306-Volkswagen | Maximilian Götz    | 0       | 0  | 0  | 0   | NS†  | NS†  |
| 2007 | Dallara F306-Volkswagen | Jonathan Summerton | 0       | 0  | 0  | 0   | NS†  | NS†  |
| 2007 | Dallara F306-Volkswagen | Carlo van Dam      | 0       | 0  | 0  | 0   | NS†  | NS†  |
| 2008 | Dallara F308-Volkswagen | Maximilian Götz    | 0       | 0  | 0  | 3   | 22   | 8    |
| 2008 | Dallara F308-Volkswagen | Martin Plowman     | 0       | 0  | 0  | 0   | 31   | 8    |
| 2008 | Dallara F308-Volkswagen | Jens Klingmann     | 0       | 0  | 0  | 0   | 27   | 8    |
| 2008 | Dallara F308-Volkswagen | Cheng Congfu       | 0       | 0  | 0  | 0   | 29   | 8    |
| 2008 | Dallara F308-Volkswagen | Brendon Hartley    | 0       | 0  | 0  | 0   | NS†  | 8    |
| 2008 | Dallara F308-Volkswagen | Peter Elkmann      | 0       | 0  | 0  | 0   | NS†  | 8    |
| 2008 | Dallara F308-Volkswagen | Nelson Panciatici  | 0       | 0  | 0  | 0   | NS†  | 8    |
| 2008 | Dallara F308-Volkswagen | Frédéric Vervisch  | 0       | 0  | 0  | 0   | NS†  | 8    |

† – Zawodnik/Zespół nie był liczony do klasyfikacji.